# Oberamt Bergzabern
Das (Ober)amt Bergzabern war ein von Anfang des 14. Jahrhunderts bis 1794 bestehender Verwaltungs- und Gerichtsbezirk von Pfalz-Zweibrücken mit Sitz in Bergzabern.

## Geschichte
In der ersten Hälfte des 14. Jahrhunderts wurde ein Amt Bergzabern als Kurtriersches Amt genannt. 1385 fiel die Burg Bergzabern und das Amt an die Kurpfalz und ging 1410 aufgrund Erbfolge in den Besitz von Pfalz-Zweibrücken über.
Das Oberamt bestand aus folgenden Teilen:

### Amt Barbelroth
Das Amt Barbelroth bestand aus Barbenrode, Oberhusen, Dierbach, Wilre (seit dem Dreißigjährigen Krieg Wüstung bei Niederhorbach), Drußweiler, Winden. Winden gehörte vor 1425 zu einem Viertel Pfalz-Zweibrücken. 1425 verkaufte Eberhard von Zeiskam die Hälfte des restlichen 3/4 des Ortes an Herzog Stefan von Pfalz-Simmern-Zweibrücken. 1528 konnte Herzog Ludwig der Jüngere die restlichen Anteile von Rudolf von Zeiskam erwerben. Später erfolgte die Verpfändung eines Viertels an Ruprecht von Veldenz und später an Baltharsar von Rosenberg. 1580 löste Herzog Johann I. diese Anteile wieder ein.

### Amt Neukastel
Das Amt Neukastel bestand aus:
- Burg Neukastel
- Albersweiler (Hälfte) Der Südteil des Dorfes fiel durch eine Verpfändung im Jahre 1330 an die Kurpfalz, 1410 und 1444 durch Erbteilung an Pfalz-Zweibrücken. Der nördliche Teil des Dorfes mit dem heutigen Ortsteil St. Johann gelangte an das Geschlecht von Scharfenberg, nach deren Aussterben an das Haus von Löwenstein-Scharfeneck.
- Frankweiler 1330 kam das Dorf von der Herrschaft Scharfeneck an die Pfalz, 1410 durch Erbteilung an das pfälzische Nebenland Pfalz-Zweibrücken (ab 1693 Oberamt Bergzabern), und 1768 wieder an das Kurpfalz, innerhalb derer die dem Oberamt Germersheim unterstand.
- Queichhambach
- Besitzungen im benachbarten kurpfälzischen Oberamt Germersheim

### Vogtei Annweiler
Die Vogtei Annweiler umfasste:
- Annweiler am Trifels 1330 hatte Rudolf II. die Reichsstadt als Reichslehen erhalten
- Reichsburg Trifels
- daneben hatte Pfalz-Zweibrücken Rechte an Gräfenhausen

### Ende des Oberamtes
Das Oberamt wurde nach 1792, so wie das gesamte Linke Rheinufer, im Ersten Koalitionskrieg von französischen Revolutionstruppen erobert und Bergzabern dem Département Bas-Rhin zugeordnet, wo ein Kanton Bergzabern eingerichtet wurde. Im Jahr 1798 wurde die Region dem französischen Staatsgebiet angegliedert. Durch den Friedensvertrag von Lunéville (1801) wurde der Übergang zu Frankreich völkerrechtlich anerkannt.

## Umfang
Am Ende des HRR bestand das Oberamt aus den Vogteien Cleburg, Annweiler und Wegelburg.

## Amtsgebäude

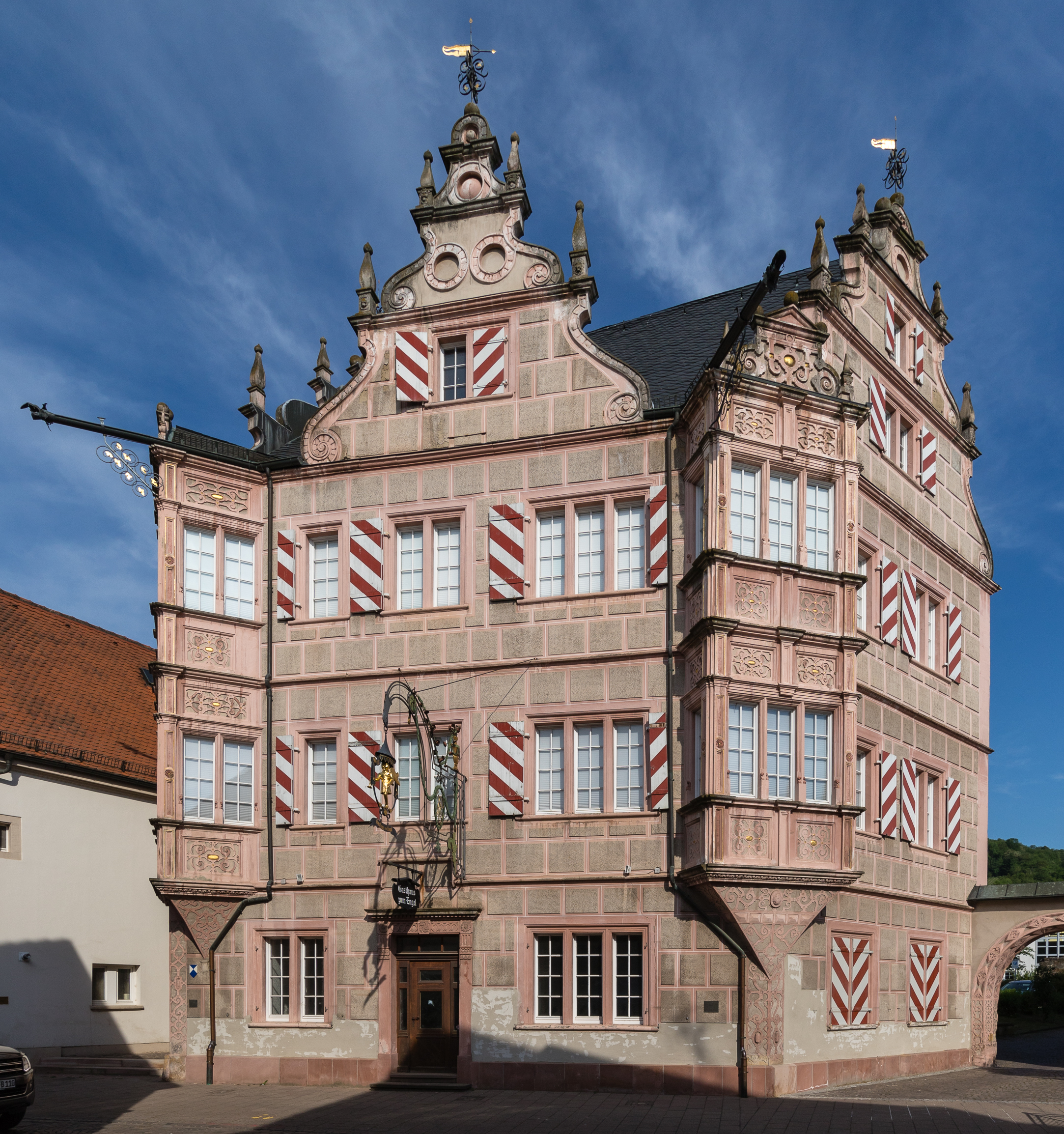
Bad Bergzabern Königstraße 45, Amtshaus

Ursprünglich hatte des Amtmann seinen Sitz auf Burg Neukastel. 1555 wurde der Sitz auf Burg Bergzabern verlegt. Vor 1579 wurde das herzoglich-zweibrückische Amtshaus (heute Königstraße 45) erbaut. Der prächtige dreigeschossige Renaissancebau wurde 1802 durch Reinhard Fleckstein erworben und als Gasthaus „Zum Engel“ genutzt und ist heute das Stadtmuseum Bad Bergzabern. Das Haus steht unter Denkmalschutz.